# Łotwa na Zimowych Igrzyskach Olimpijskich Młodzieży 2012
Łotwę na Zimowych Igrzyskach Olimpijskich Młodzieży 2012, które odbywały się w Innsbrucku reprezentowało 16 zawodników.

## Skład reprezentacji Łotwy

### Biathlon
Chłopcy
| Zawodnik        | Konkurencja    | Bieg    | Bieg       | Miejsce |
| Zawodnik        | Konkurencja    | Czas    | Strzelanie | Miejsce |
| --------------- | -------------- | ------- | ---------- | ------- |
| Jānis Slavēns   | Sprint         | 23:50.9 | 1+1        | 45.     |
| Jānis Slavēns   | Bieg pościgowy | 41:33.3 | 1+2+3+4    | 48.     |
| Linards Zēmelis | Sprint         | 25:11.0 | 2+3        | 49.     |
| Linards Zēmelis | Bieg pościgowy | 37:56.6 | 0+1+0+1    | 43.     |

Dziewczęta
| Zawodnik     | Konkurencja    | Bieg    | Bieg       | Miejsce |
| Zawodnik     | Konkurencja    | Czas    | Strzelanie | Miejsce |
| ------------ | -------------- | ------- | ---------- | ------- |
| Gunita Gaile | Sprint         | 27:09.1 | 3+3        | 47.     |
| Gunita Gaile | Bieg pościgowy | 42:01.1 | 0+0+4+0    | 46.     |

### Biegi narciarskie
Chłopcy
| Zawodnik        | Konkurencja   | Kwalifikacje | Kwalifikacje | Ćwierćfinał | Ćwierćfinał | Półfinał      | Półfinał      | Finał         | Finał         |
| Zawodnik        | Konkurencja   | Wynik        | Miejsce      | Wynik       | Miejsce     | Wynik         | Miejsce       | Wynik         | Miejsce       |
| --------------- | ------------- | ------------ | ------------ | ----------- | ----------- | ------------- | ------------- | ------------- | ------------- |
| Arnis Pētersons | Sprint        | 1:49.62      | 26. Q        | 1:50.1      | 4.          | Nie awansował | Nie awansował | Nie awansował | Nie awansował |
| Arnis Pētersons | Bieg na 10 km |              |              |             |             |               |               | 32:14.7       | 24.           |

Dziewczęta
| Zawodnik    | Konkurencja  | Kwalifikacje | Kwalifikacje | Ćwierćfinał    | Ćwierćfinał    | Półfinał       | Półfinał       | Finał          | Finał          |
| Zawodnik    | Konkurencja  | Wynik        | Miejsce      | Wynik          | Miejsce        | Wynik          | Miejsce        | Wynik          | Miejsce        |
| ----------- | ------------ | ------------ | ------------ | -------------- | -------------- | -------------- | -------------- | -------------- | -------------- |
| Zane Eglīte | Sprint       | 2:24.79      | 37.          | Nie awansowała | Nie awansowała | Nie awansowała | Nie awansowała | Nie awansowała | Nie awansowała |
| Zane Eglīte | Bieg na 5 km |              |              |                |                |                |                | 20:54.0        | 38.            |

Sztafeta mieszana
| Zawodnik                                                 | Konkurencja                    | Bieg      | Bieg       | Miejsce |
| Zawodnik                                                 | Konkurencja                    | Czas      | Strzelanie | Miejsce |
| -------------------------------------------------------- | ------------------------------ | --------- | ---------- | ------- |
| Gunita Gaile Zane Eglīte Linards Zemelis Arnis Pētersons | Sztafeta mieszana z biathlonem | 1:17:29.0 | 0+6        | 23.     |

### Bobsleje
Chłopcy
| Zawodnik                      | Konkurencja           | Ślizg 1 | Ślizg 2 | Razem   | Miejsce |
| ----------------------------- | --------------------- | ------- | ------- | ------- | ------- |
| Oskars Ķibermanis Elvis Kamšs | Ślizg dwójek chłopców | 54.57   | 54.80   | 1:49.37 | 4.      |

### Hokej na lodzie
Chłopcy
| Zawodnik           | Konkurencja                         | Kwalifikacje | Kwalifikacje | Wielki finał | Wielki finał |
| Zawodnik           | Konkurencja                         | Punkty       | Miejsce      | Punkty       | Miejsce      |
| ------------------ | ----------------------------------- | ------------ | ------------ | ------------ | ------------ |
| Augusts Vasiļonoks | Konkurs umiejętności indywidualnych | 35           | 1. Q         | 22           |              |

### Narciarstwo alpejskie
Chłopcy
| Zawodnik       | Konkurencja     | Wyniki       | Wyniki       | Wyniki       | Wyniki       |
| Zawodnik       | Konkurencja     | Runda 1      | Runda 2      | Razem        | Miejsce      |
| -------------- | --------------- | ------------ | ------------ | ------------ | ------------ |
| Miks Zvejnieks | Slalom          | 43.35        | 39.83        | 1:23.18      | 13.          |
| Miks Zvejnieks | Slalom gigant   | 1:00.31      | 56.16        | 1:56.47      | 13.          |
| Miks Zvejnieks | Supergigant     |              |              | 1:09.99      | 32.          |
| Miks Zvejnieks | Superkombinacja | Nie ukończył | Nie ukończył | Nie ukończył | Nie ukończył |

Dziewczęta
| Zawodnik        | Konkurencja     | Wyniki        | Wyniki        | Wyniki        | Wyniki        |
| Zawodnik        | Konkurencja     | Runda 1       | Runda 2       | Razem         | Miejsce       |
| --------------- | --------------- | ------------- | ------------- | ------------- | ------------- |
| Agnese Āboltiņa | Slalom          | 48.41         | 42.87         | 1:31.28       | 16.           |
| Agnese Āboltiņa | Slalom gigant   | Nie ukończyła | Nie ukończyła | Nie ukończyła | Nie ukończyła |
| Agnese Āboltiņa | Supergigant     |               |               | 1:13.14       | 27.           |
| Agnese Āboltiņa | Superkombinacja | 1:10.67       | 41.62         | 1:52.29       | 22.           |

### Saneczkarstwo
Chłopcy
| Zawodnik                            | Konkurencja | Finał   | Finał   | Finał    | Finał   |
| Zawodnik                            | Konkurencja | Ślizg 1 | Ślizg 2 | Razem    | Miejsce |
| ----------------------------------- | ----------- | ------- | ------- | -------- | ------- |
| Rihards Lozbers                     | Jedynki     | 40.110  | 40.003  | 1:20.113 | 6.      |
| Riks Rozītis                        | Jedynki     | 39.838  | 39.968  | 1:19.806 |         |
| Imants Marcinkēvičs Kristens Putins | Dwójki      | 43.415  | 42.985  | 1:26.400 | 7.      |

Dziewczęta
| Zawodnik   | Konkurencja | Finał   | Finał   | Finał    | Finał   |
| Zawodnik   | Konkurencja | Ślizg 1 | Ślizg 2 | Razem    | Miejsce |
| ---------- | ----------- | ------- | ------- | -------- | ------- |
| Ulla Zirne | Jedynki     | 40.184  | 40.295  | 1:20.479 |         |

Drużynowo
| Zawodnik                                                    | Konkurencja      | Finał   | Finał   | Finał   | Finał    | Finał   |
| Zawodnik                                                    | Konkurencja      | Ślizg 1 | Ślizg 2 | Ślizg 3 | Razem    | Miejsce |
| ----------------------------------------------------------- | ---------------- | ------- | ------- | ------- | -------- | ------- |
| Ulla Zirne Riks Rozītis Kristens Putins Imants Marcinkēvičs | Zawody drużynowe | 44.742  | 48.197  | 47.184  | 2:20.123 | 6.      |

### Skeleton
Chłopcy
| Zawodnik        | Konkurencja | Finał   | Finał   | Finał   | Finał   |
| Zawodnik        | Konkurencja | Ślizg 1 | Ślizg 2 | Razem   | Miejsce |
| --------------- | ----------- | ------- | ------- | ------- | ------- |
| Dāvis Dreimanis | Ślizg       | 59.22   | 59.24   | 1:58.46 | 8.      |